# Kniphofia thomsonii
Kniphofia thomsonii es una planta herbácea de la familia Xanthorrhoeaceae. Es originaria  África, desde Etiopía al norte de Tanzania.

## Descripción
Es una planta herbácea perennifolia con un rizoma grueso de hasta 6 cm de largo, y 2,5 cm de diámetro, con  las raíces carnosas amarillentas de 1.5-3 mm de diámetro. Las hojas dispuestas en una roseta basal, son lanceoladas a linear-lanceoladas, de 30-150 cm de largo, y 1-3.5 cm de ancho hacia la base, con 3-ángulos y canalizadas, las hojas exteriores reducidas a vainas membranosas de hasta 5,5 cm de largo. La inflorescencia de 30-120 (-305) cm de alto; con pedúnculo de 9-13 mm de diámetro; en forma de racimo laxo a denso, de 70-40 cm de largo, 3.5-7 cm de ancho, las brácteas ovadas a cuspidadas fértil, (6 -) 9-15 mm de largo, 1-4 mm de ancho en la base, agudas a acuminadas o filiformes en el ápice, la quilla extendida más allá de los márgenes. Las flores de color naranja-rojo a amarillo o una mezcla, por lo general rojo hacia el ápice del racimo,  a menudo curvos, el perianto en forma de tubo de 18-38 mm de largo, 3-6 mm de ancho en la boca, de 3-5 mm de ancho alrededor del ovario. El fruto en forma de cápsula ovoide de 6-10 mm de largo, 5-8 mm de ancho.

## Taxonomía
Kniphofia thomsonii fue descrita por  John Gilbert Baker y publicado en  J. Linn. Soc., Bot. 21: 406 en el año 1885.
Es la única especie tropical de Kniphofia que actualmente se cultiva. Las plantas llamadas K. snowdenii o var. snowdenii en el cultivo de hoy en día, que generalmente se encuentran, de hecho, son var. thomsonii (Grant-Downton, 1997). El recuento de cromosomas y los estudios de polen de K. thomsonii (enero-Ammal, 1950) han producido resultados interesantes. Parece que las poblaciones silvestres de plantas, tanto diploide fértil (n = 12) y tetraploides (n = 24) y estériles triploides (n = 18)  de forma natural se mezclan entre ellas. Las plantas triploides y tetraploides son generalmente mucho más vigorosas que las plantas diploides, tanto es así que cuando var. snowdenii se cultivó por primera vez a partir de semillas de Kew se pensó que podría ser una especie diferente. Las plantas diploides tienden a crecer hasta 1,2 m de altura, mientras que las robustas poliploides han alcanzado hasta los 3 m de altura.
Variedades aceptadas
- Kniphofia thomsonii var. snowdenii (C.H.Wright) Marais
- Kniphofia thomsonii var. thomsonii[5]